# Де Фрейтас, Жордан
Жордан Де Фрейтас Виана (порт. Jordan de Freitas Viana; 3 июля 1966, Каратинга, штат Минас-Жерайс) — бразильский футболист и тренер.

## Биография
Воспитанник «Крузейро». Некоторое время находился в составе этой команды. После окончания карьеры работал с юниорскими и молодежными командами бразильских клубов.
В 2006 году стал ассистентом своего соотечественника Антонио Думаса в сборной Экваториальной Гвинеи. После его ухода самостоятельно возглавил национальную команду. Затем вновь работал на родине.